# أكاديميك لومونسوف
```
أكاديمك لومونوسوف
 (بالروسية: Академик Ломоносов) هي محطة نووية عائمة وهي الأولى ضمن مشروع للمحطات النووية العائمة في روسيا. تمتلكها شركة 
روس أتوم
. مسماة على اسم العالم الروسي 
ميخائيل لومونوسوف
. السفينة مزودة بمفاعلين نووين.
```

ستقطر المحطة العائمة بثلاث مراكب قطر من مورمانسك إلى بيفيك في أقصى الشرق الروسي لتزويد مجمع مناجم بالكهرباء. تعتبر منظمات غير حكومية مثل منظمة السلام الأخضر المشروع خطرًا على البيئة في ظروف جوية قاسية ويزيد من مخاطر تلوث القطب الشمالي.

## استشهادات
1. ↑  "روسيا تطلق محطة نووية عائمة لتزويد المناطق النائية بالطاقة الكهربائية". بي بي سي عربي. 23 أغسطس 2019. مؤرشف من الأصل في 2019-12-02. اطلع عليه بتاريخ 2019-08-23.